# Wettingen
Wettingen (toponimo tedesco) è un comune svizzero di 20 717 abitanti del Canton Argovia, nel distretto di Baden; ha lo status di città.

## Geografia fisica
Wettingen si trova sulla riva destra del fiume Limmat, nella valle della Limmat (tedesco: Limmattal), prima della profonda valle nel Baden.
La maggior parte della città si trova sul Wettingerfeld, che è una piana circondata da tutte le parti da confini naturali: a sud e ovest dal fiume Limmat, a nord dai profondi versanti del Lägern, e a est del Sulperg (569 metri). Un vigneto si trova in iuna sezione della falda del Lägern. Tra quest'ultimo e il Sulperg c'è la selvaggia valle di Eigi. All'estremità occidentale dell'Eigital (valle dell'Eigi). All'estremità occidentale della valle, nella sezione nordorientale del Wettingerfeld, vi è il relativamente ben tenuto antico centro del villaggio. Un piccolo torrente scorre attraverso il Wettingerfeld e sfocia nella Limmat al Gottesgraben. La corrente è parzialmente interrata e parzialmente rinaturalizzata.
Wettingen ha un'area, di 10,6 km2. Di quest'area, il 21,6% è utilizzato a scopi agricoli, mentre il 39,1% è boscoso. Del resto della terra, il 37,6% è edificato (fabbricati o strade) e quanto rimane a questo punto (1,8%) non è produttivo (fiumi o laghi).  Il punto più elevato s.l.m. è di 859 metri a Burghorn, una parte del Lägern, e il punto più basso è di 360 metri, lungo la Limmat.
Le comunità vicine sono  Ennetbaden, Ehrendingen e Niederweningen a nord. La comunità di  Otelfingen sin trova a est (via S-6), Würenlos a  sudovest, Neuenhof a sud e Baden a ovest.

## Monumenti e luoghi d'interesse
- Abbazia di Wettingen, fondata nel 1227, con chiesa abbaziale eretta nel XII secolo e ricostruita nel 1894-1895[2];
- Chiesa cattolica di Sant'Antonio, eretta nel 1952-1954[2].
- Diga di Wettingen.

## Società

### Evoluzione demografica
L'evoluzione demografica è riportata nella seguente tabella:
Abitanti censiti

## Infrastrutture e trasporti
Wettingen è servito dall'omonima stazione sulle linee Zurigo-Olten (linee S6, S12 e S19 della rete celere di Zurigo), Zofingen-Wettingen e Wettingen-Effretikon.

## Amministrazione
Ogni famiglia originaria del luogo fa parte del cosiddetto comune patriziale e ha la responsabilità della manutenzione di ogni bene ricadente all'interno dei confini del comune.

## Sport
La principale squadra di calcio cittadina è il Fussball Club Wettingen 93.

## Galleria d'immagini

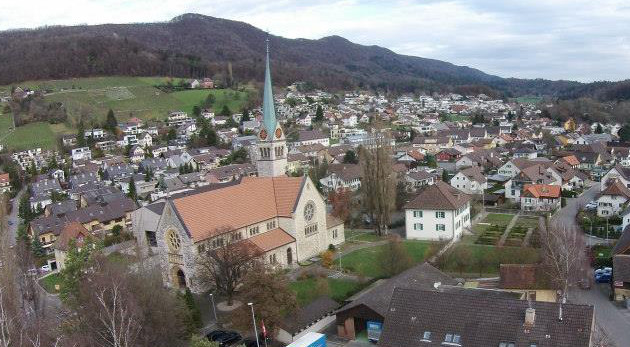
Chiesa di San Sebastiano
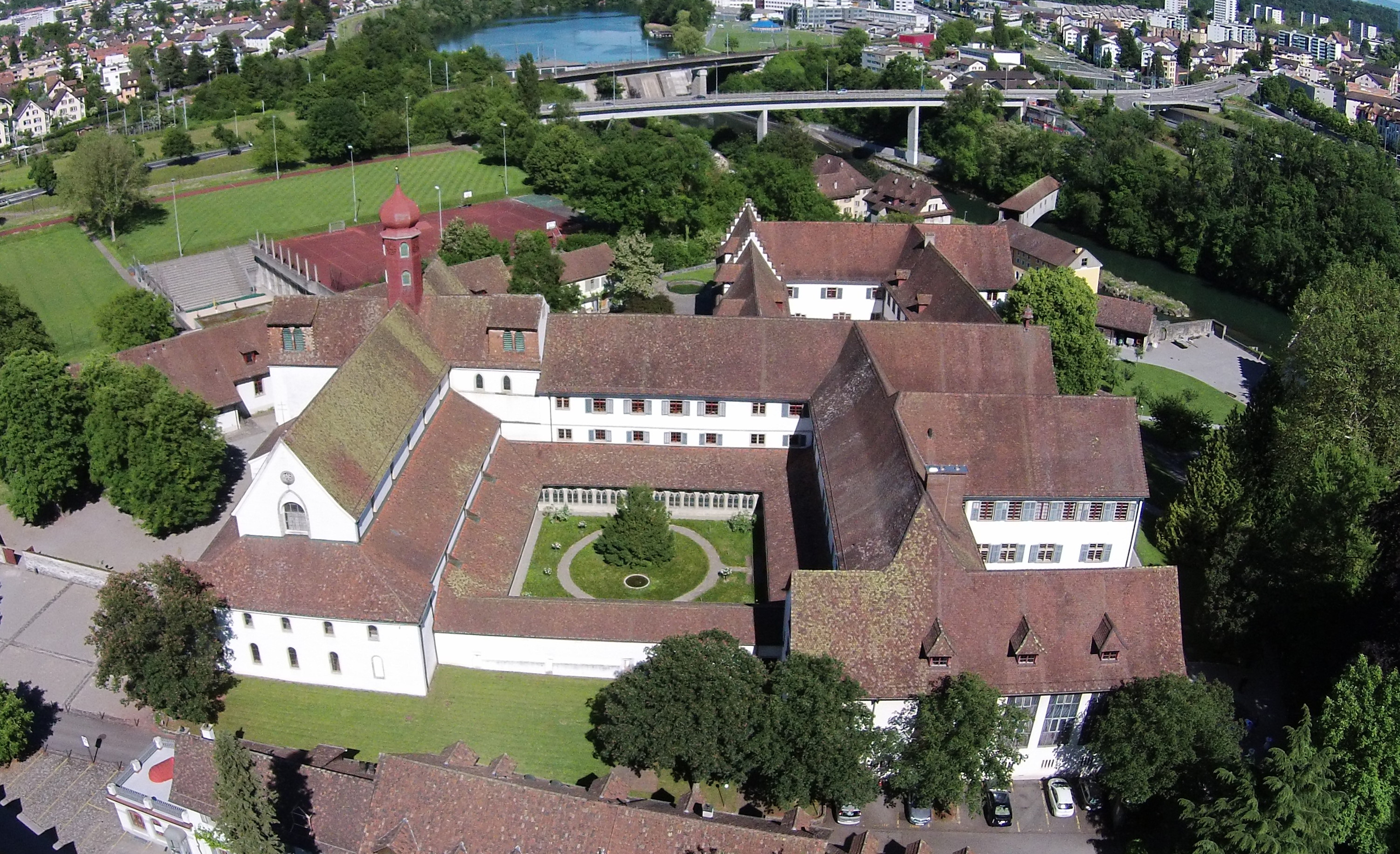
Abbazia di Wettingen
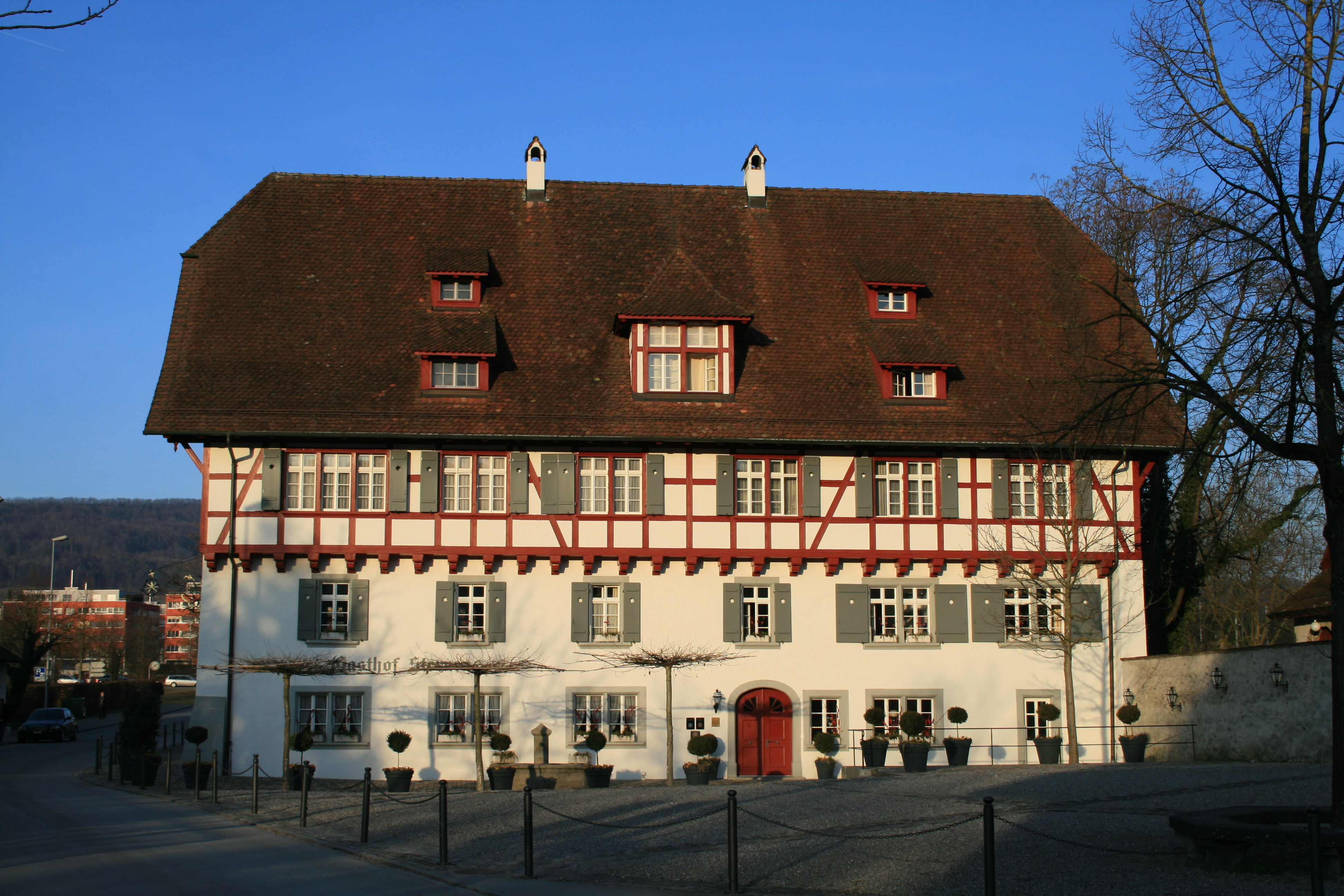
Albergo a Sternen
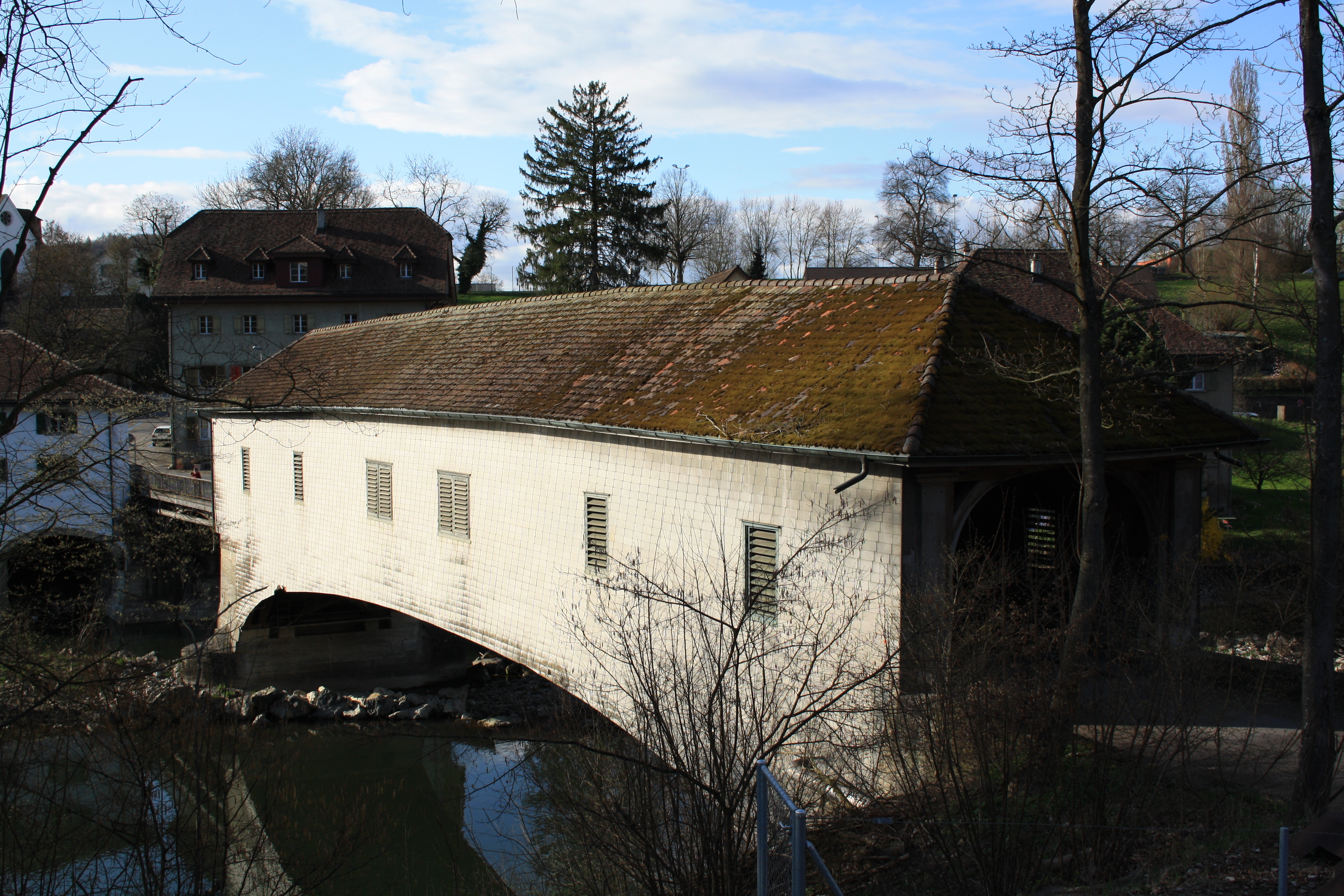
Antico ponte coperto
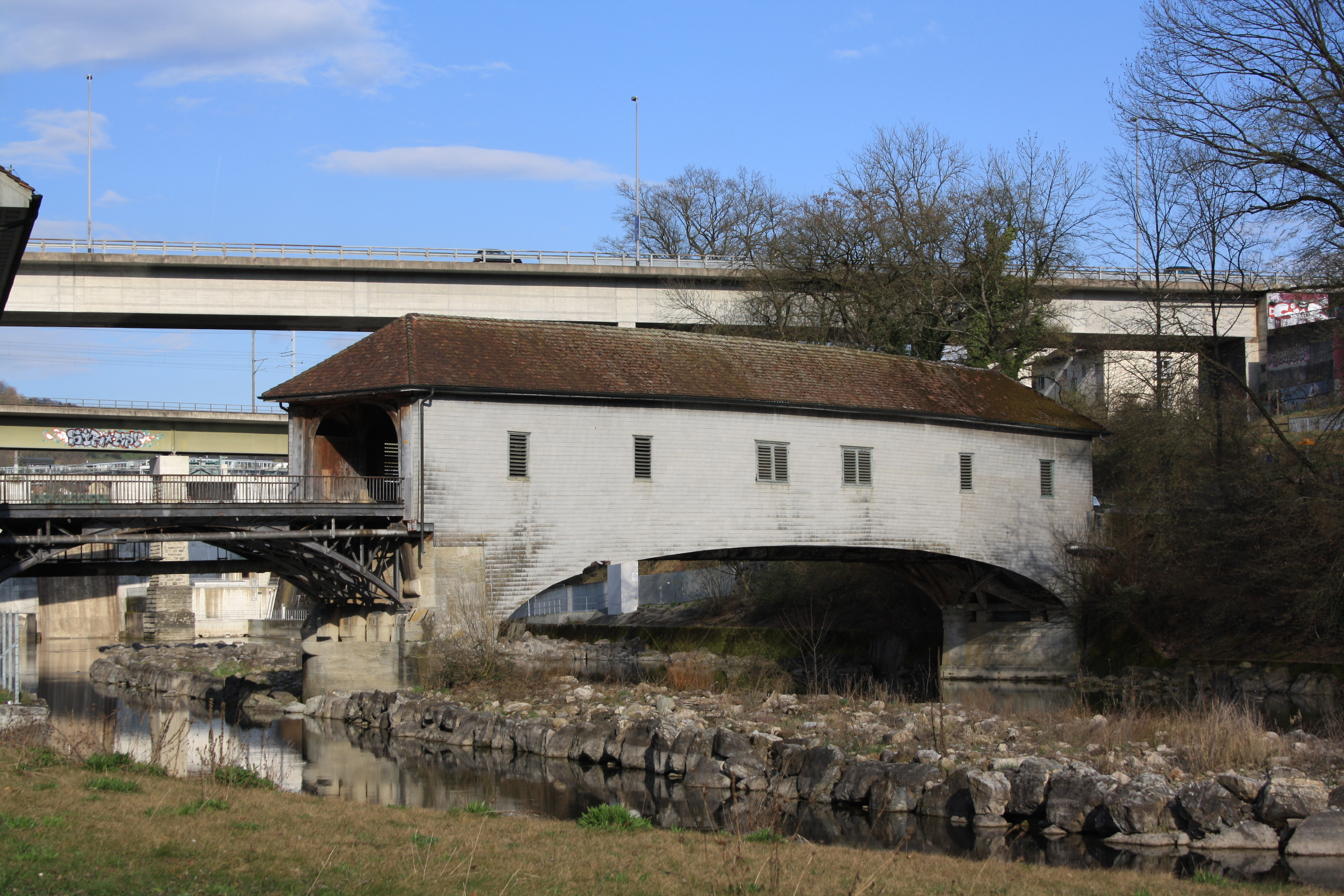
Antico ponte coperto
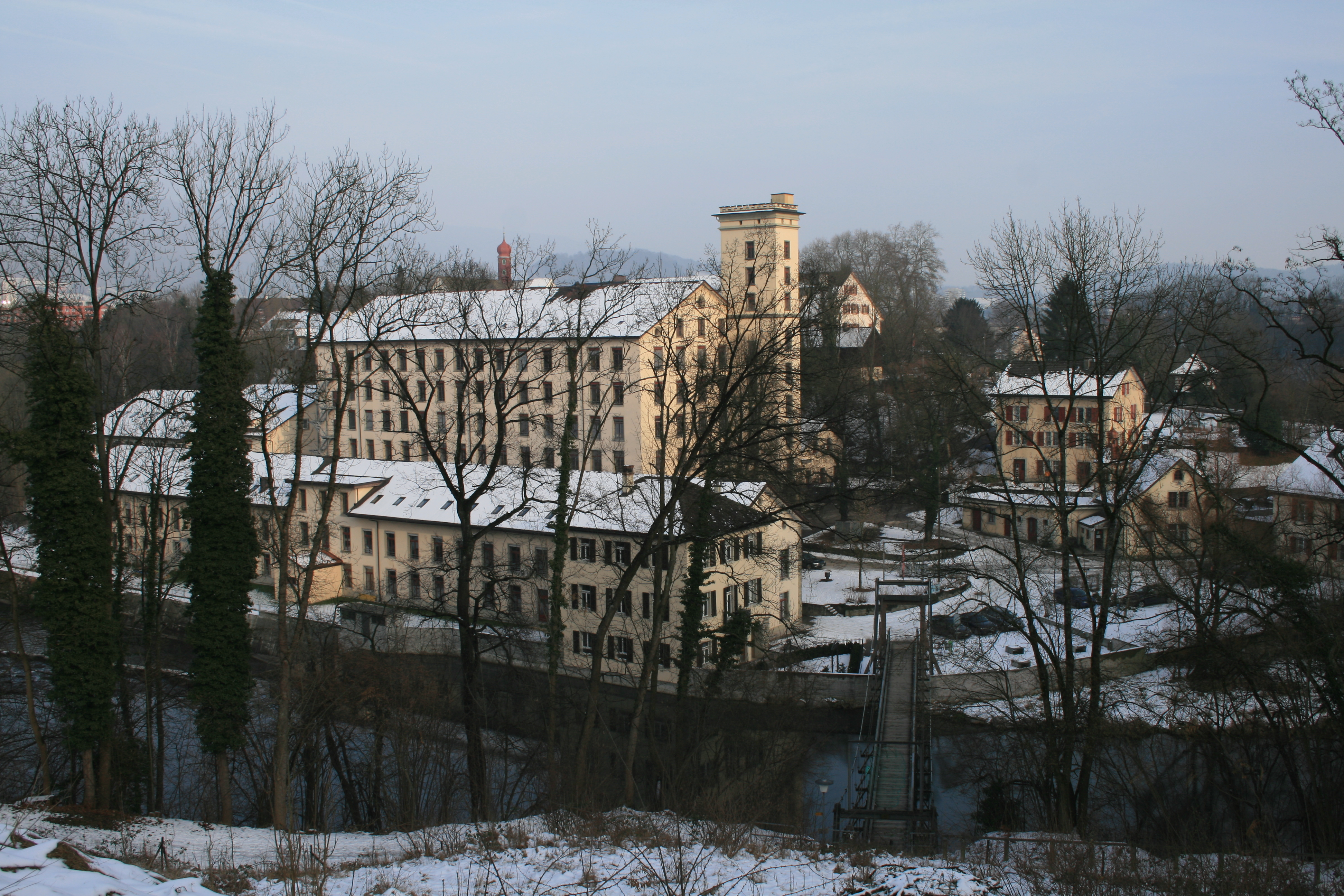
Antica filatura
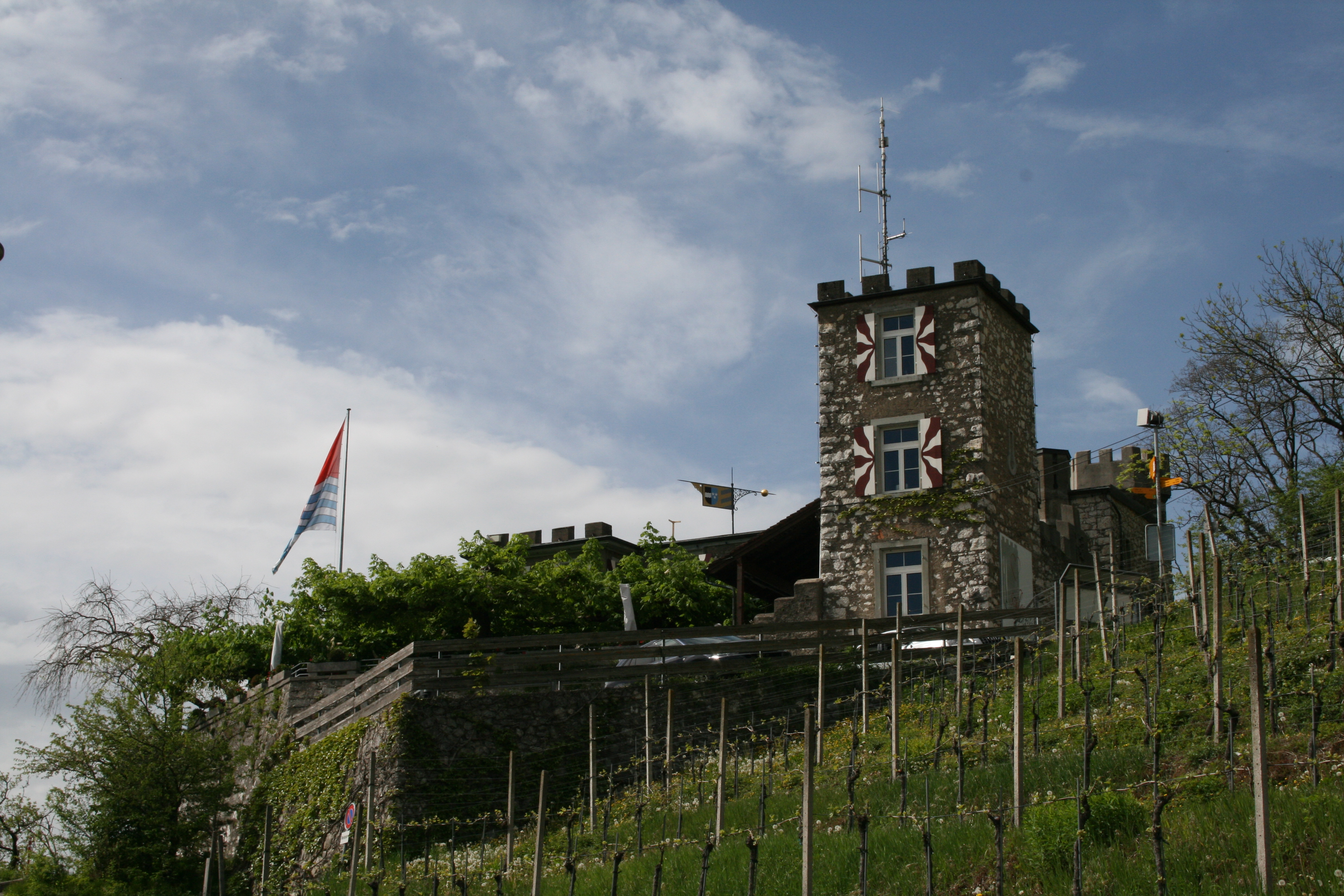
Castello Schartenfels
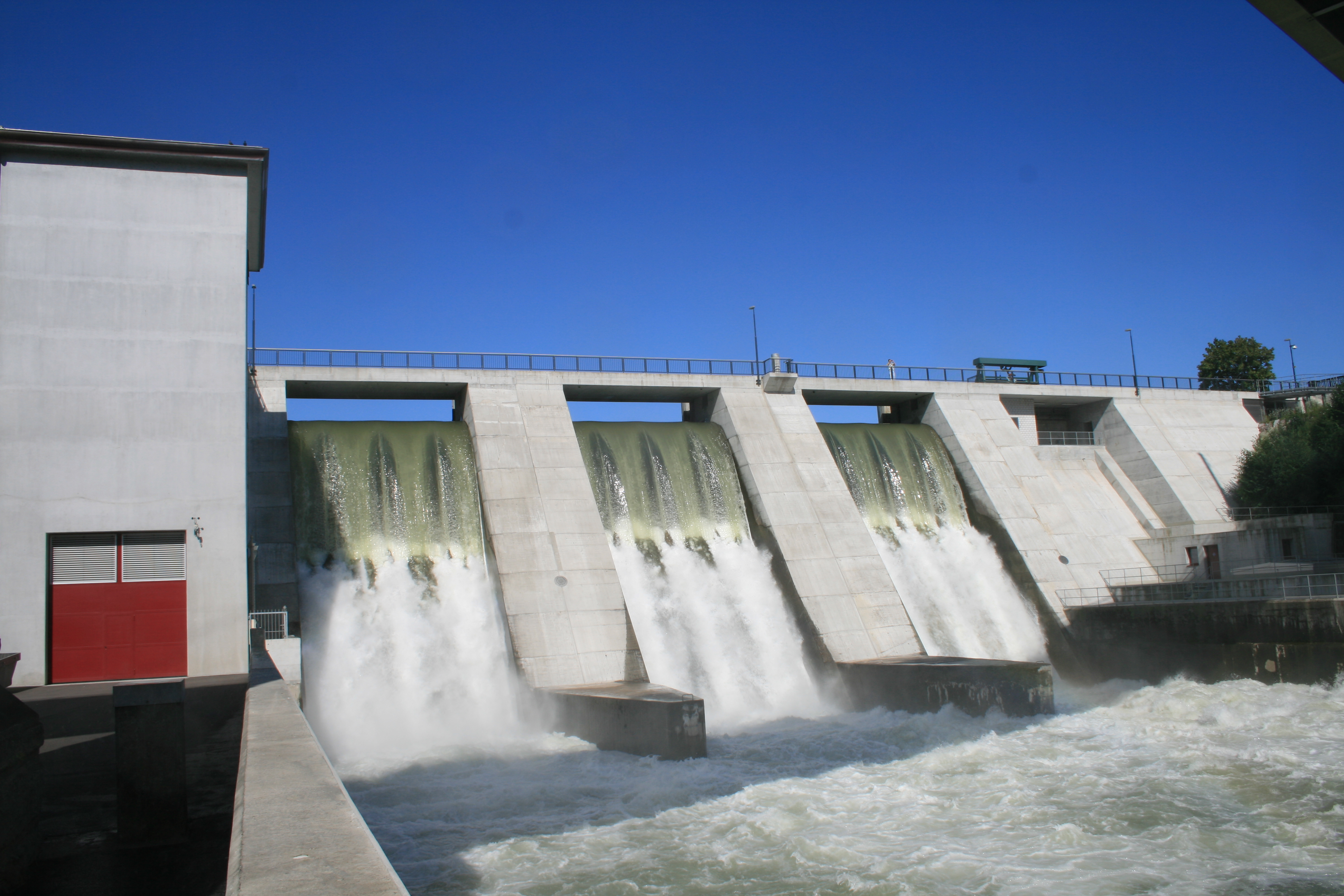
Diga di Wettingen
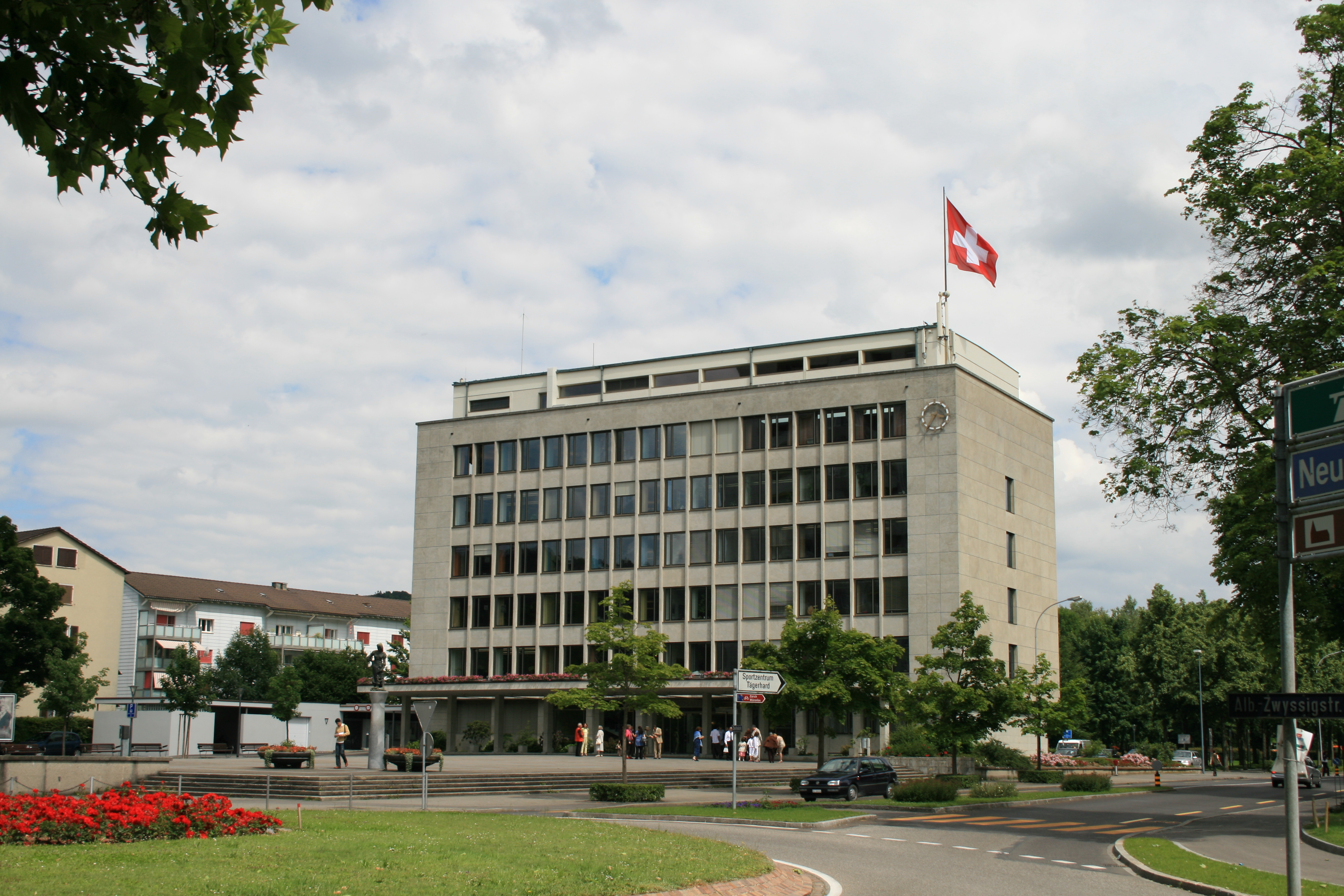
Il Municipio
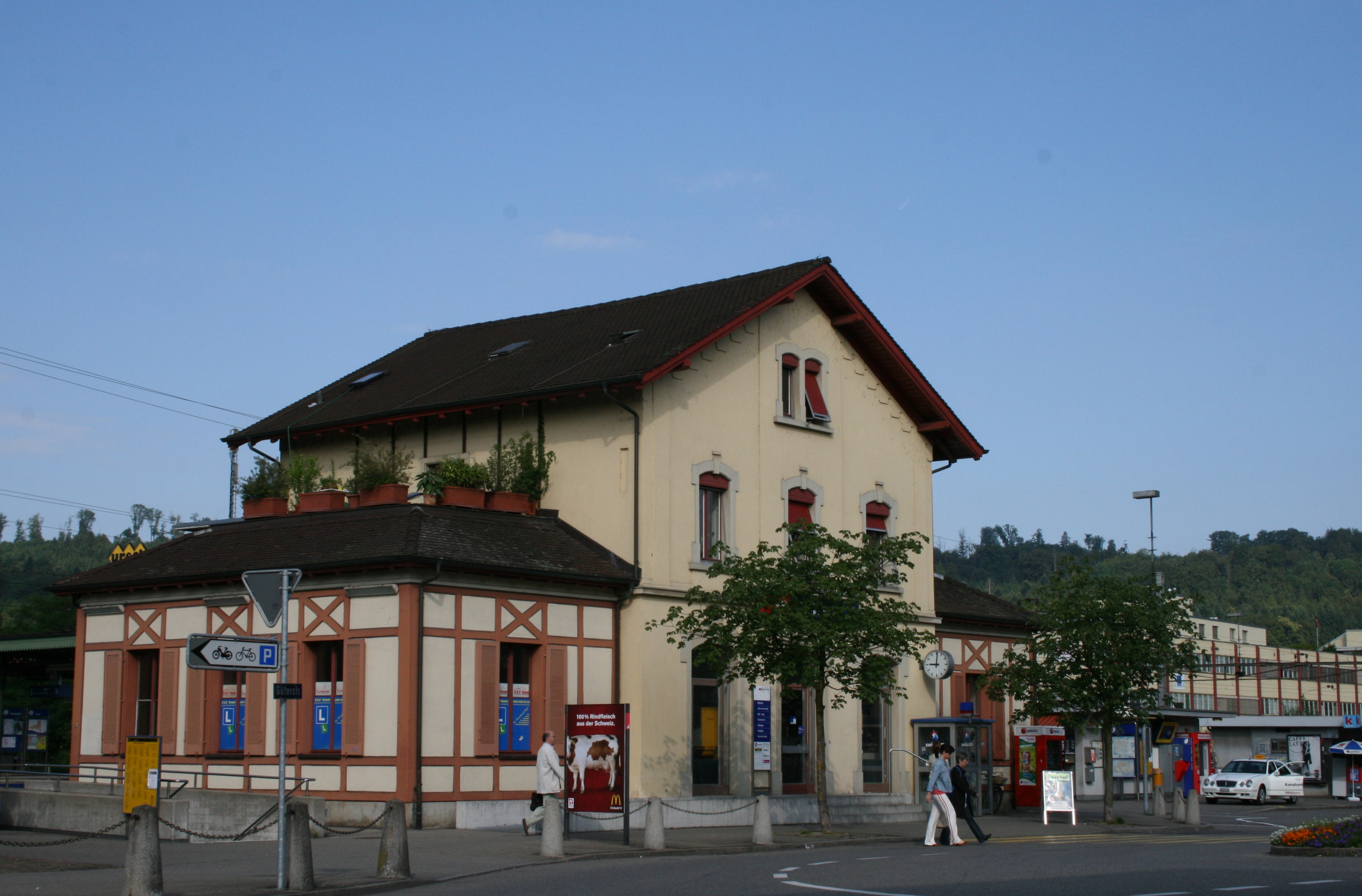
La stazione ferroviaria di Wettingen
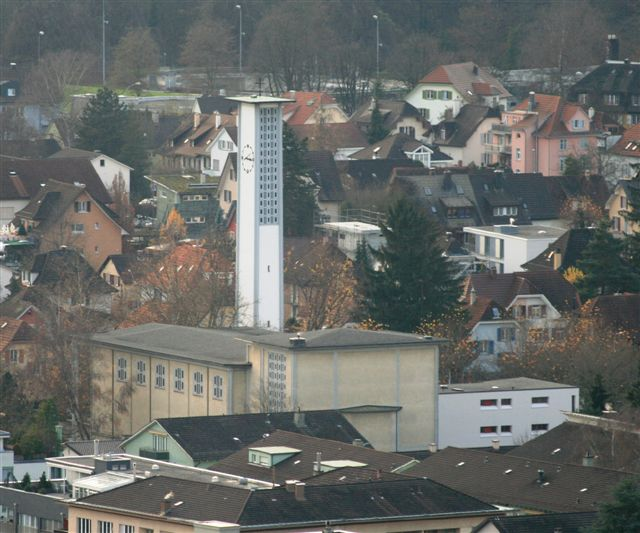
La chiesa cattolica di Sant'Antonio